# Соколовац (Дежановац)
Соколовац је насељено место у саставу општине Дежановац у Бјеловарско-билогорској жупанији, Република Хрватска.

## Историја
До територијалне реорганизације у Хрватској налазио се у саставу старе општине Дарувар.

## Становништво
На попису становништва 2011. године, Соколовац је имао 222 становника.

## Попис1991.
На попису становништва 1991. године, насељено место Соколовац је имало 287 становника, следећег националног састава:
| Попис 1991.‍  | Попис 1991.‍  | Попис 1991.‍ | Попис 1991.‍ | Попис 1991.‍ |
| ------------ | ------------ | ----------- | ----------- | ----------- |
|              |              |             |             |             |
| Хрвати       | Хрвати       |             | 246         | 85,71%      |
| Мађари       | Мађари       |             | 15          | 5,22%       |
| Срби         | Срби         |             | 4           | 1,39%       |
| Чеси         | Чеси         |             | 4           | 1,39%       |
| Немци        | Немци        |             | 1           | 0,34%       |
| неопредељени | неопредељени |             | 1           | 0,34%       |
| непознато    | непознато    |             | 16          | 5,57%       |
| укупно: 287  |              |             |             |             |